# Mathias Adlersflügel
Mathias Adlersflügel (* 7. Jänner 1868 in Wien; † 1. September 1933 ebenda) war ein österreichischer Industrieller und Politiker der Christlichsozialen Partei (CS).
Adlersflügel absolvierte die Volksschule und arbeitete danach als Fabrikant. Von 1898 bis 1918 arbeitete er als Oberschulrat und Armenrat. Von 1903 bis 1906 war er Bezirksrat und Leiter des Gemeindevermittlungsamtes. Von 1914 bis 1920 war er Vorsteher des 12. Wiener Gemeindebezirks Meidling.
Von November 1920 bis Juni 1921 saß Adlersflügel für die CS im österreichischen Nationalrat (I. Gesetzgebungsperiode).